# Carolina (Virginia Occidental)
Carolina es un lugar designado por el censo ubicado en el condado de Marion en el estado estadounidense de Virginia Occidental. En el Censo de 2010 tenía una población de 411 habitantes y una densidad poblacional de 190,96 personas por km².

## Geografía
Carolina se encuentra ubicado en las coordenadas 39°28′46″N 80°16′20″O / 39.47944, -80.27222. Según la Oficina del Censo de los Estados Unidos, Carolina tiene una superficie total de 2.15 km², de la cual 2.15 km² corresponden a tierra firme y (0.12%) 0 km² es agua.

## Demografía
Según el censo de 2010, había 411 personas residiendo en Carolina. La densidad de población era de 190,96 hab./km². De los 411 habitantes, Carolina estaba compuesto por el 80.29% blancos, el 12.65% eran afroamericanos, el 0.24% eran amerindios, el 0% eran asiáticos, el 0.24% eran isleños del Pacífico, el 0% eran de otras razas y el 6.57% pertenecían a dos o más razas. Del total de la población el 0.24% eran hispanos o latinos de cualquier raza.